# Hybanthus galeottii
Hybanthus galeottii là một loài thực vật có hoa trong họ Hoa tím. Loài này được (Turcz.) C.V. Morton ex L.O. Williams mô tả khoa học đầu tiên năm 1961.